# Lotus tenuis
Espèce
Statut de conservation UICN

 LC  : Préoccupation mineure
Lotus tenuis, le Lotier à feuilles étroites, Lotier à feuilles ténues ou Lotier glabre, est une espèce de plantes à fleurs de la famille des Fabaceae.

## Habitats
Littoral, prairies hygrophiles, terrains exondés. De 0 à 1600 m.

## Statuts de protection, menaces
L'espèce est évaluée comme non préoccupante en France.
L'espèce est considérée comme quasi menacée (NT), proche du seuil des espèces menacées ou qui pourraient l'être si des mesures de conservation spécifiques n'étaient pas prises, en Lorraine, Bourgogne, Picardie et Auvergne.

## Synonymes
- Lotus argolicus Link
- Lotus campestris Schur
- Lotus corniculatus subsp. frondosus Freyn
- Lotus corniculatus subsp. tenuifolius (L.) Hartm.
- Lotus corniculatus subsp. tenuis (Waldst. & Kit. ex Willd.) Syme
- Lotus corniculatus var. longicaulis Martrin-Donos
- Lotus elisabethae Opperman
- Lotus exilis Schleich.
- Lotus glaber Mill.
- Lotus minor Bishop
- Lotus noëanus Boiss.
- Lotus tenuifolius (L.) Rchb.
- Lotus tenuifolius var. ramosissimus Carion